# Zilele Bucureștiului
Zilele Bucureștiului este un eveniment ce are loc între data de 20 septembrie și 24 septembrie. Evenimentul este desfășurat în Centrul istoric al Bucureștiului. Evenimentul conține diverse spectacole culturale de teatru, dans, muzică, lansări de carte și alte activități.